# A kínai testőr
A kínai testőr (eredeti címén 中南海保鏢, pinjin: Zhong nan hai bao biao, magyaros: Csung nan haj pao piao; angol címén The Bodyguard from Beijing, az USA-ban The Defender) egy 1994-ben bemutatott hongkongi akciófilm Jet Livel és Collin Chouval a főszerepben. A film alaptörténete hasonló a Kevin Costner és Whitney Houston főszereplésével készült Több mint testőr című amerikai film cselekményéhez.

## Történet
A gazdag üzletember szép barátnője gyilkosság szemtanúja lesz, a férfi a legjobb kínai testőrt fogadja fel barátnője védelmére, aki aztán számos konfliktus és veszekedés után menthetetlenül beleszeret testőrébe. 